# 飛角魚科
飛角魚科（学名：Dactylopteridae）是輻鰭魚綱海龙鱼目的其中一科。

## 分類
本科属于飞角鱼亚目，是海蛾鱼科的姐妹群。
本科下分2個屬，如下：
- 豹魴鮄屬 Dactyloptena：又称飛角魚屬
  - 吉氏豹魴鮄 Dactyloptena gilberti：又稱吉氏飛角魚。
  - 大棘豹魴鮄 Dactyloptena macropterus：又稱大棘飛角魚。
  - 東方豹魴鮄 Dactyloptena orientalis：又稱東方魴鮄、東方飛角魚。
  - 帕彼氏豹魴鮄 Dactyloptena papilio：又稱帕彼氏飛角魚。
  - 皮氏豹魴鮄 Dactyloptena peterseni：又稱單棘魴鮄、皮氏飛角魚。
  - 蒂氏豹魴鮄 Dactyloptena tiltoni：又稱蒂氏飛角魚。
- 真豹魴鮄屬 Dactylopterus
  - 翱翔真豹魴鮄 Dactylopterus volitans：又稱翱翔真飛角魚。